# Chocerady
Chocerady (en allemand : Kotzerad) est une commune du district de Benešov, dans la région de Bohême-Centrale, en République tchèque. Sa population s'élevait à 1 266 habitants en 2020.

## Géographie
Chocerady est arrosée par la Sázava et se trouve à 7 km à l'ouest de Sázava, à 13 km au nord-est de Benešov et à 35 km au sud-est de Prague.

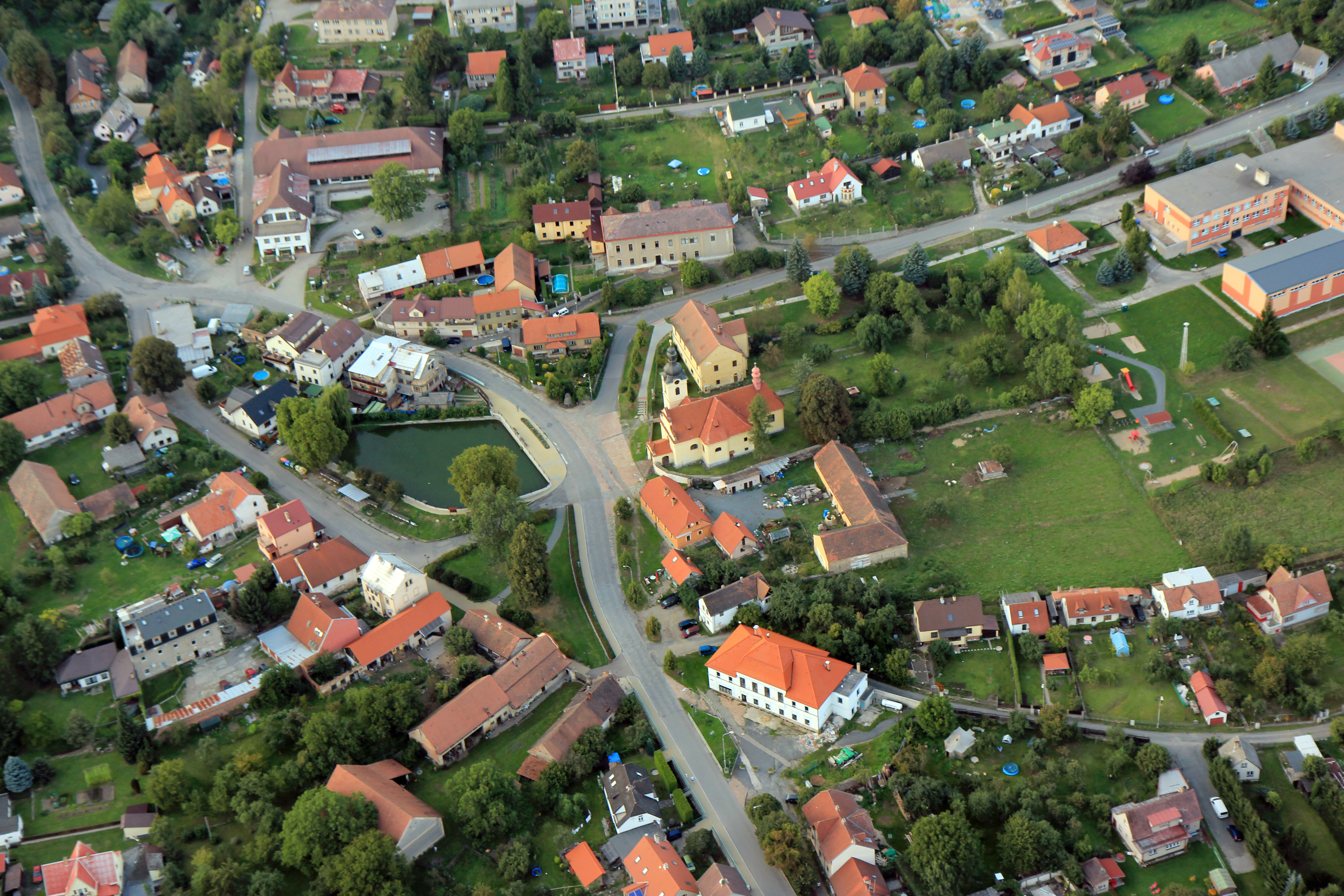
Chocerady : centre, vue aérienne.
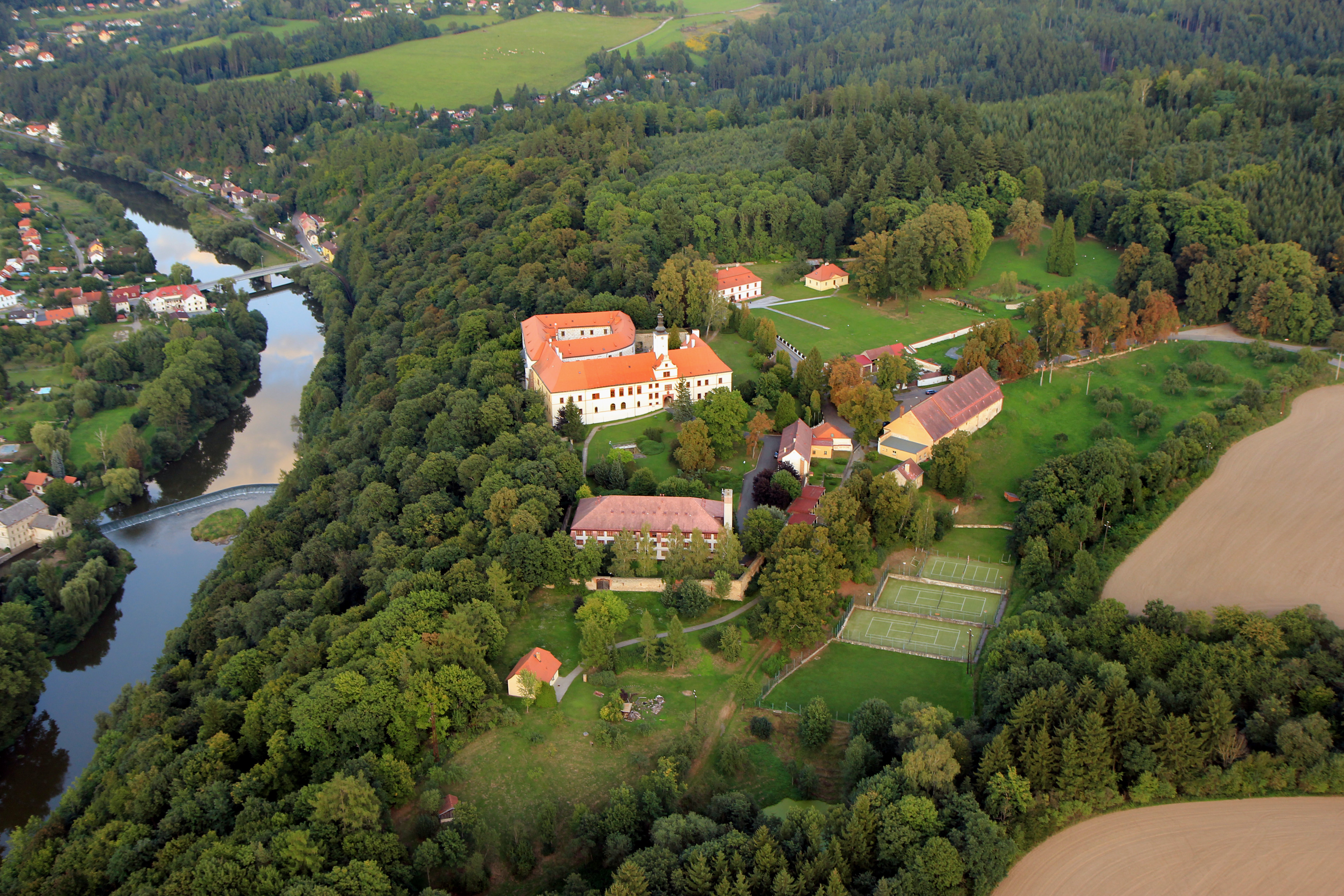
Le château de Komorní Hrádek et la Sázava.

La commune est limitée par Ondřejov et Stříbrná Skalice au nord, par Vlkančice et Sázava à l'est, par Vodslivy et Ostředek au sud, et par Vranov, Hvězdonice et Kaliště à l'ouest.

## Histoire
La première mention écrite de la localité date de 1250.

## Patrimoine

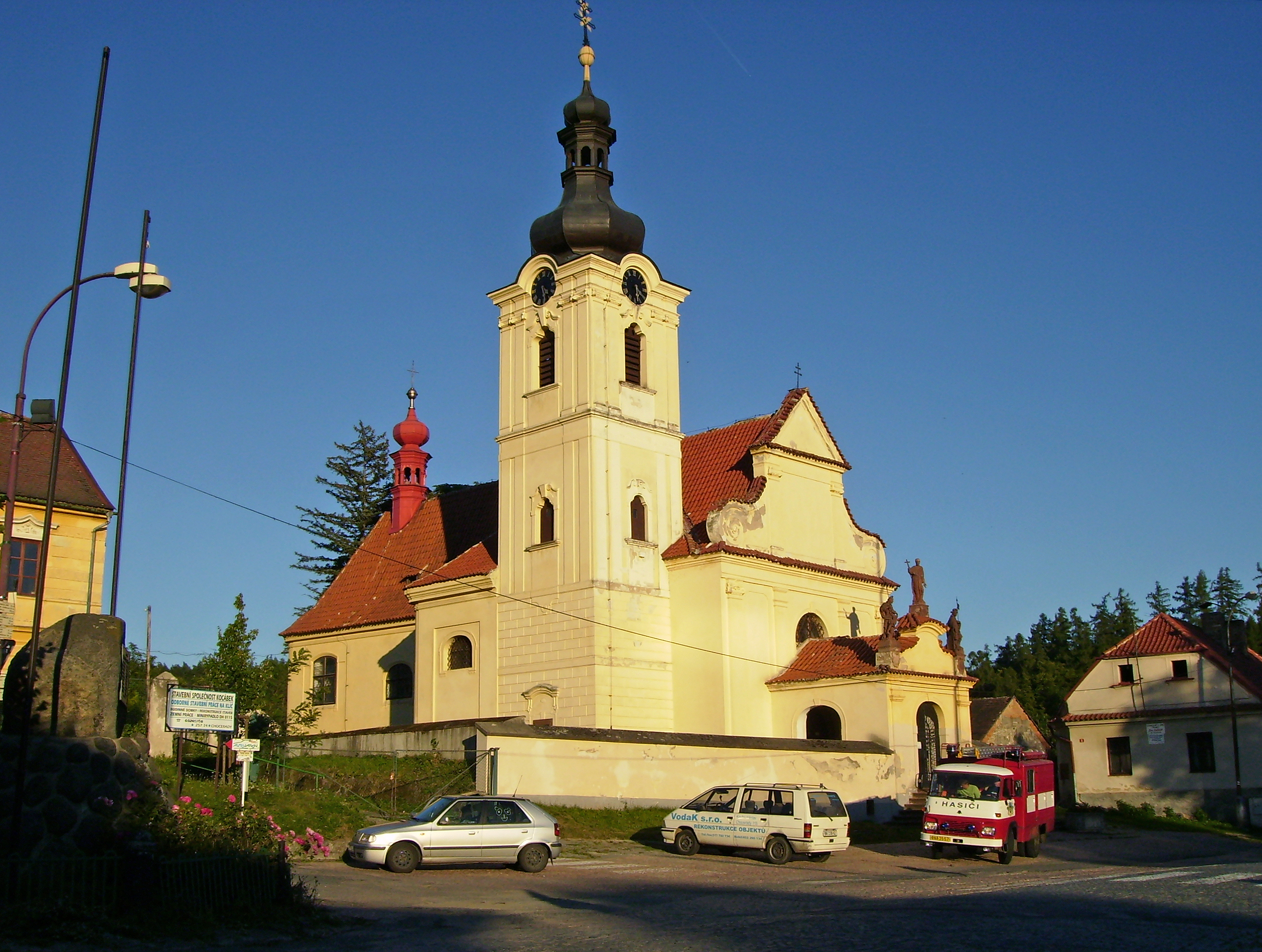
Église de l'Assomption de la Vierge Marie.
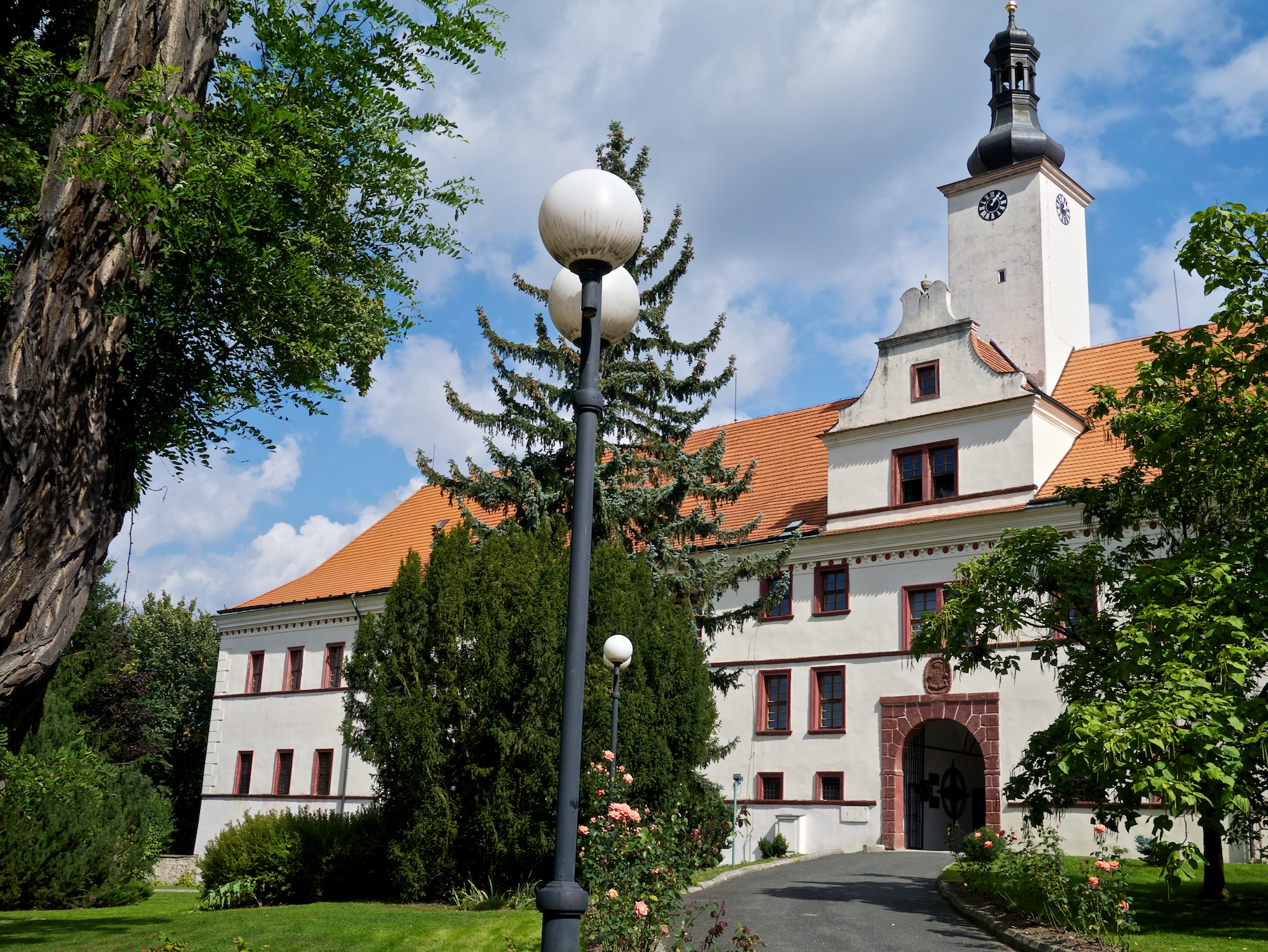
Le château de Komorní Hrádek.

## Administration
La commune se compose de cinq quartiers :
- Chocerady
- Komorní Hrádek
- Samechov
- Vestec
- Vlkovec